# Лохковский ярус
| система                                                                          | система | отдел        | ярус         | Ниж. граница, млн лет |        |
| -------------------------------------------------------------------------------- | ------- | ------------ | ------------ | --------------------- | ------ |
| Карбон                                                                           | Мис.    | Нижний       | Турнейский   | 358,86 ±0,19          |        |
| Девон                                                                            | Девон   | Верхний      | Фаменский    | 372,15 ±0,46          |        |
| Девон                                                                            | Девон   | Верхний      | Франский     | 382,31 ±1,36          |        |
| Девон                                                                            | Девон   | Средний      | Живетский    | 387,95 ±1,04          |        |
| Девон                                                                            | Девон   | Средний      | Эйфельский   | 393,47 ±0,99          |        |
| Девон                                                                            | Девон   | Нижний       | Эмсский      | 410,62 ±1,95          |        |
| Девон                                                                            | Девон   | Нижний       | Пражский     | 413,02 ±1,91          |        |
| Девон                                                                            | Девон   | Нижний       | Лохковский   | 419,62 ±1,36          |        |
| Силур                                                                            | Силур   | Пржидольский | Пржидольский | больше                | больше |
| Деление и золотые гвозди в соответствии с IUGS по состоянию на декабрь 2024 года |         |              |              |                       |        |

Лохковский (жединский) ярус — ярус нижнего отдела девонской системы в Международной (МСШ) и Общей (ОСШ) стратиграфических шкалах. Охватывает породы, сформировавшиеся в лохковский век раннего девонского периода, 419,62—413,02 миллионов лет назад (всего около 6 с половиной миллионов лет). Расположен над пржидольским отделом силурийской системы и под пражским ярусом нижнего девона. Название было дано в честь бельгийской коммуны Жедин (Gédinne) или одноимённой реки в Арденнах. Выделен в 1848 году бельгийским геологом Андре Дюмоном. В стратотипе трансгрессивно залегает на кембрийских отложениях; сложен терригенными породами флишевой формации; в основании сложен конгломератами, выше — песчаниками, алевролитами и аргиллитами. Характерная фауна — трилобиты Warburgella rugulosa Alth и Acastella tiro R. & E. Richter, 1954, граптолиты Monograptus uniformis Přibyl., конодонты Icriodus woschmidti Liege, Belgicospis crouchi Lank.

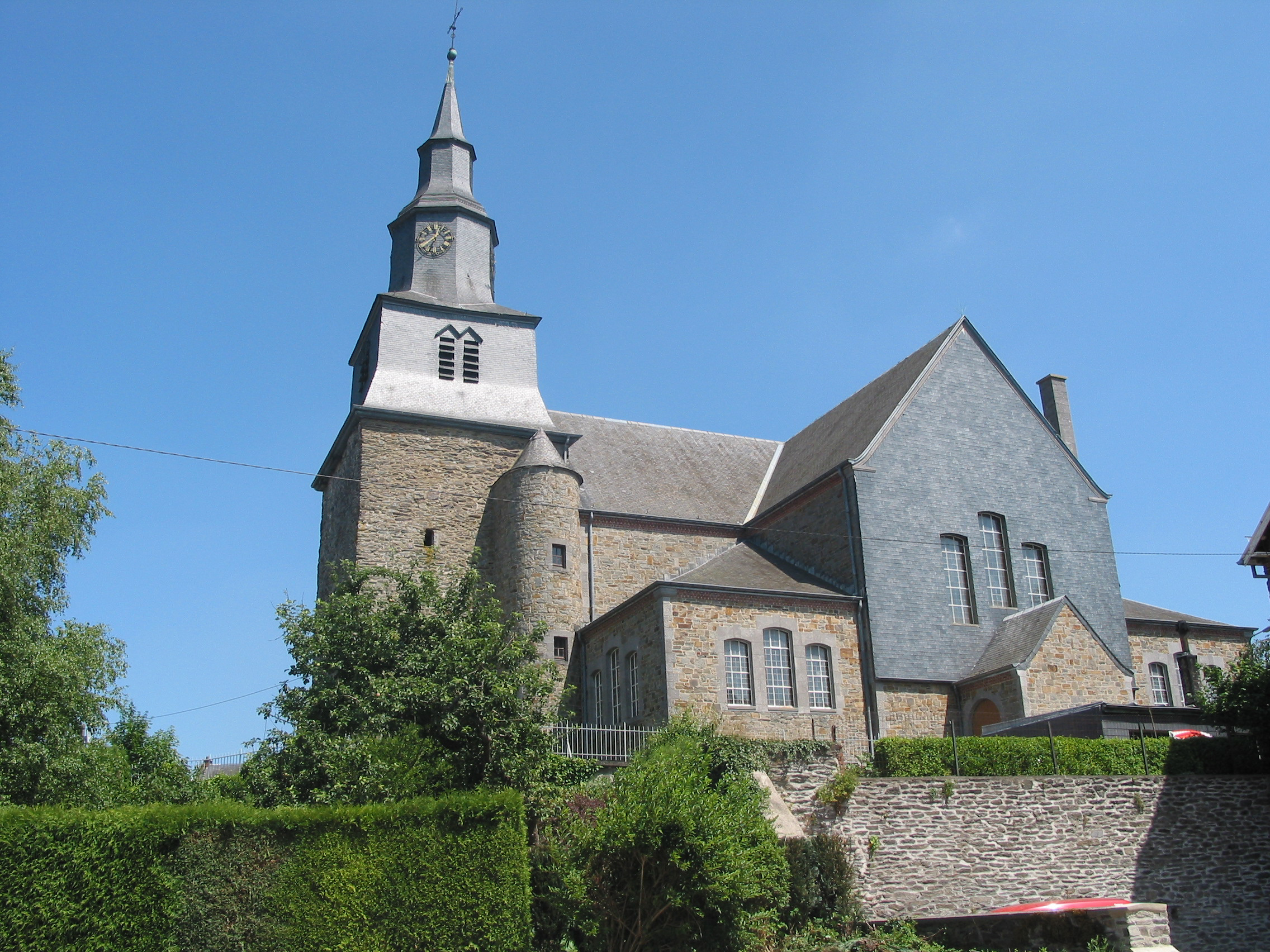
город Жединн

## Актуализация[7]
В 1960-е годы чехословацкие исследователи предложили вместо жединского выделять лохковский  ярус, открытый в 1887 году в  морских разрезах Баррандовой мульды Богемского массива. Это решение было подтверждено Международной подкомиссией по стратиграфии девона  в 1985 году. Однако жединский ярус формально не упразднен.

## Галерея

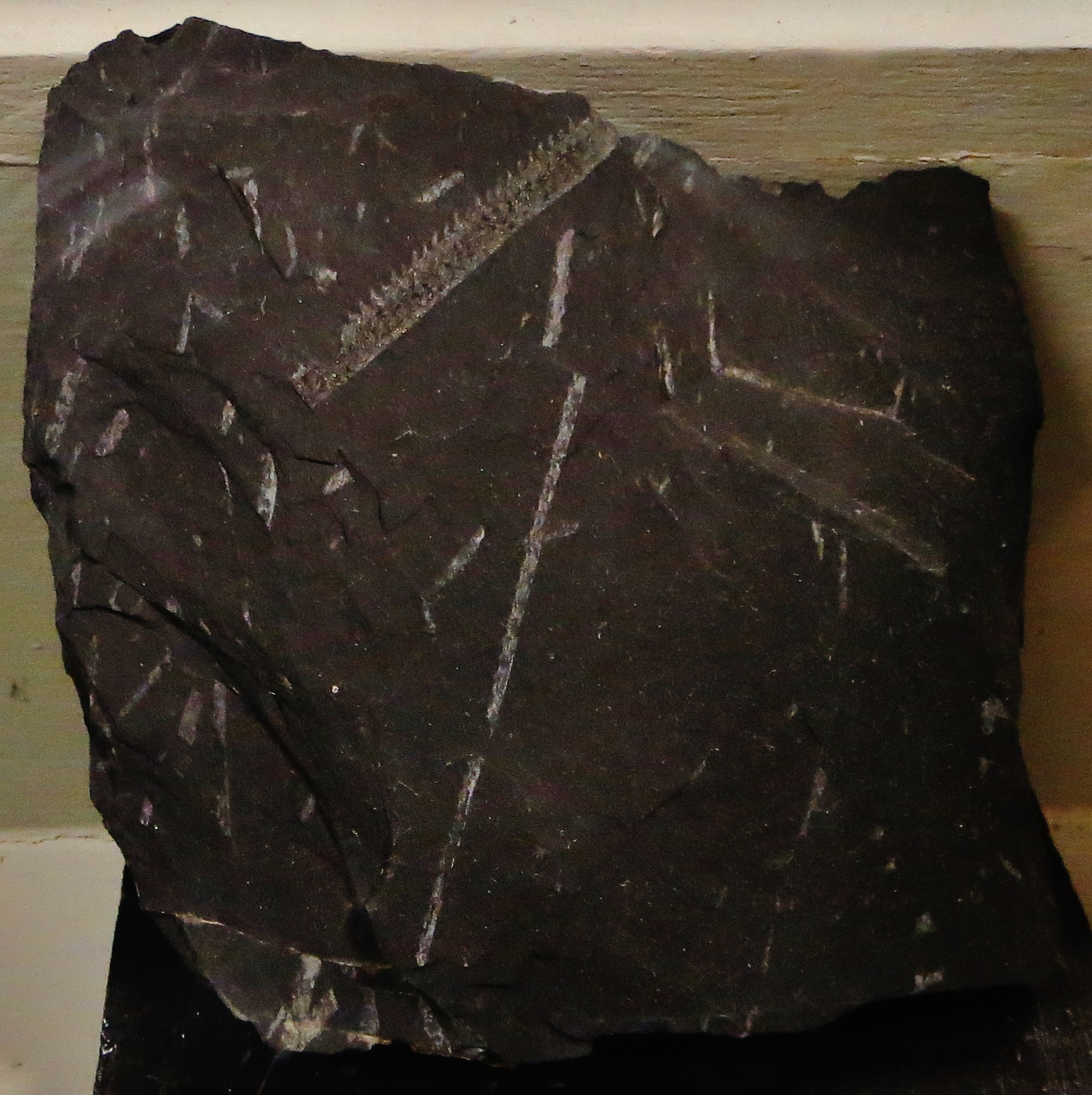
Граптолиты девона
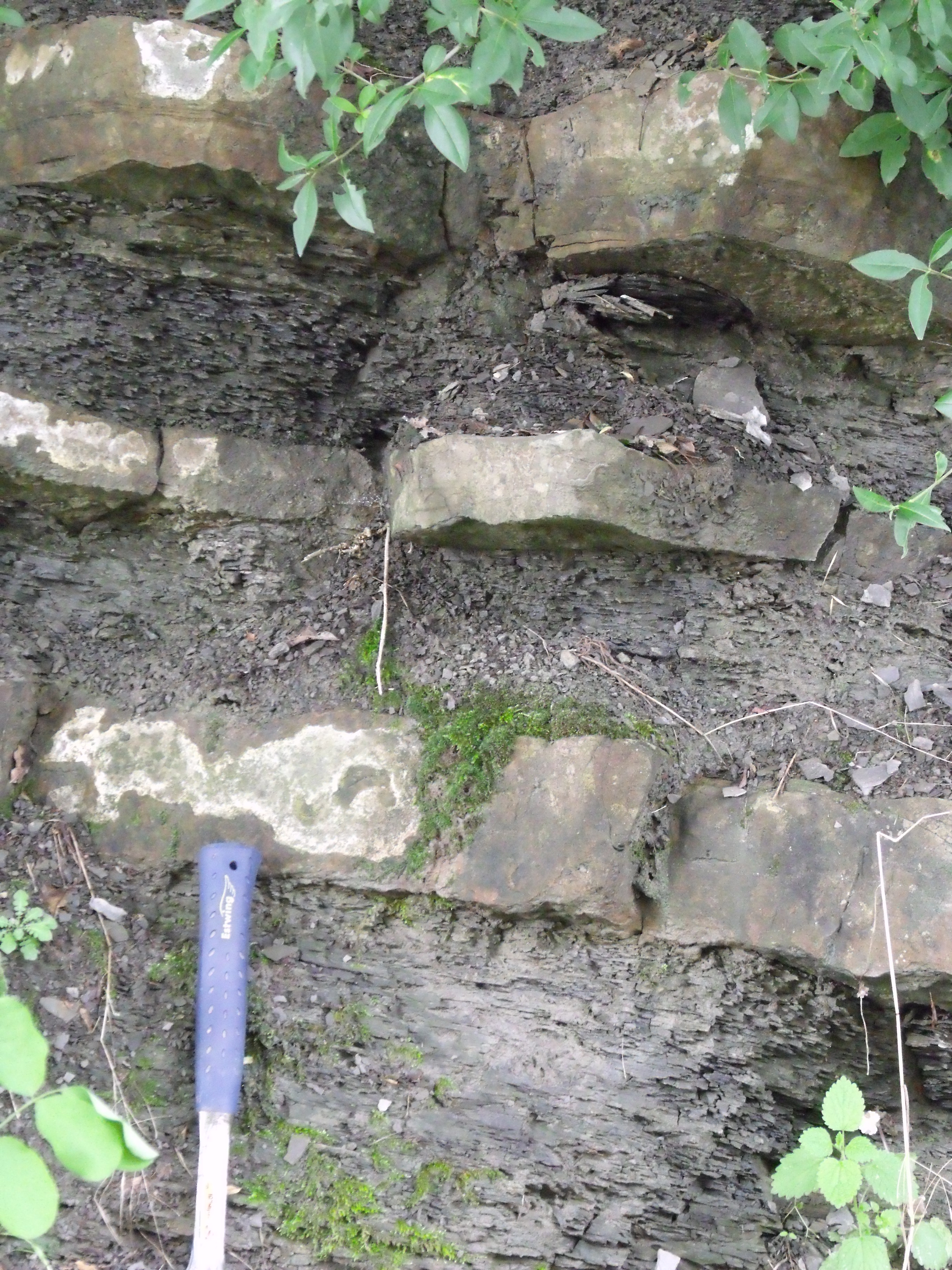
Флиш
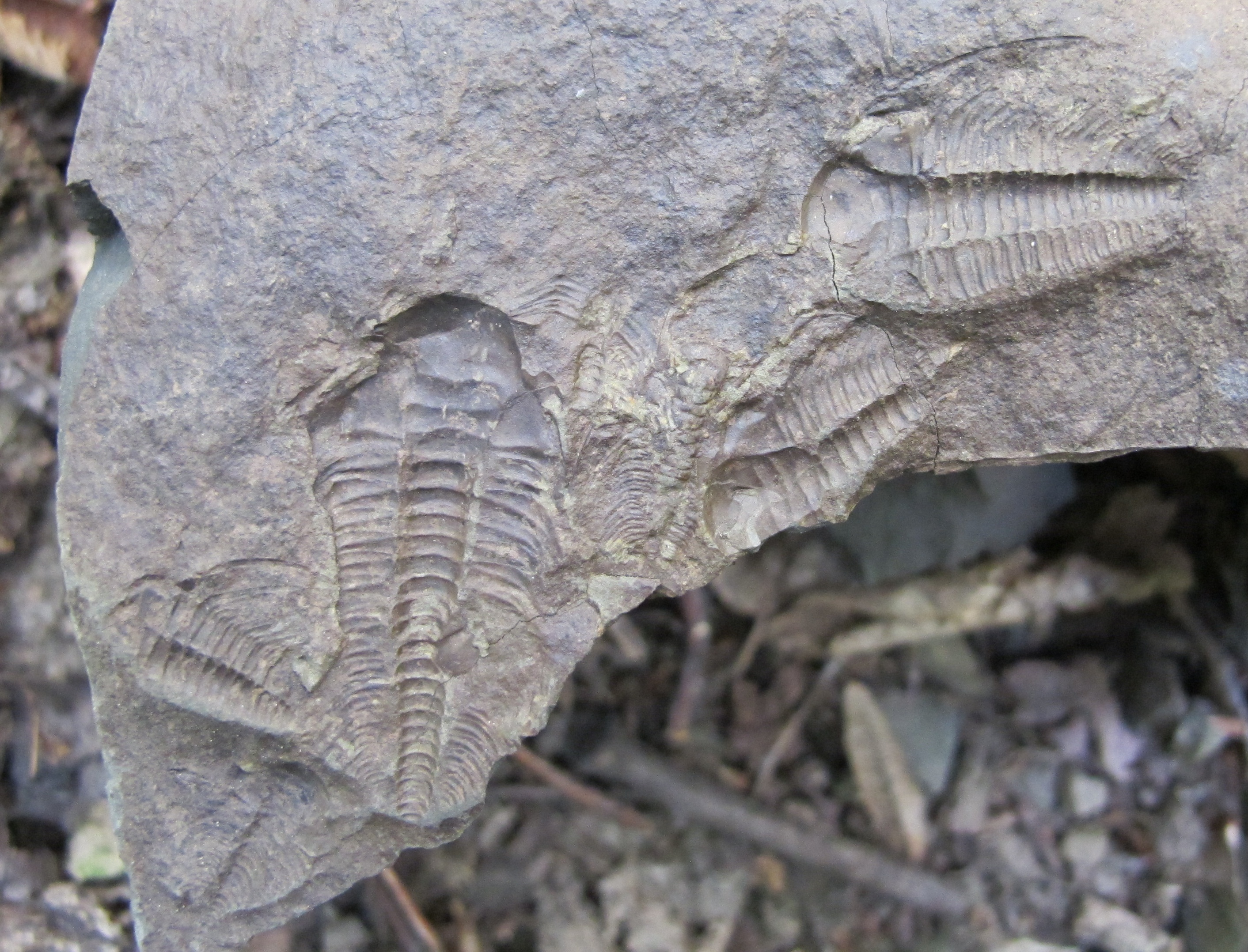
Трилобиты